# Anass Achahbar
Anass Achahbar, né le 13 janvier 1994 à La Haye, est un footballeur néerlando-marocain évoluant au poste d'attaquant au ACS Sepsi.

## Biographie

### Carrière en club

#### Formation au Feyenoord et prêt en D2 allemande

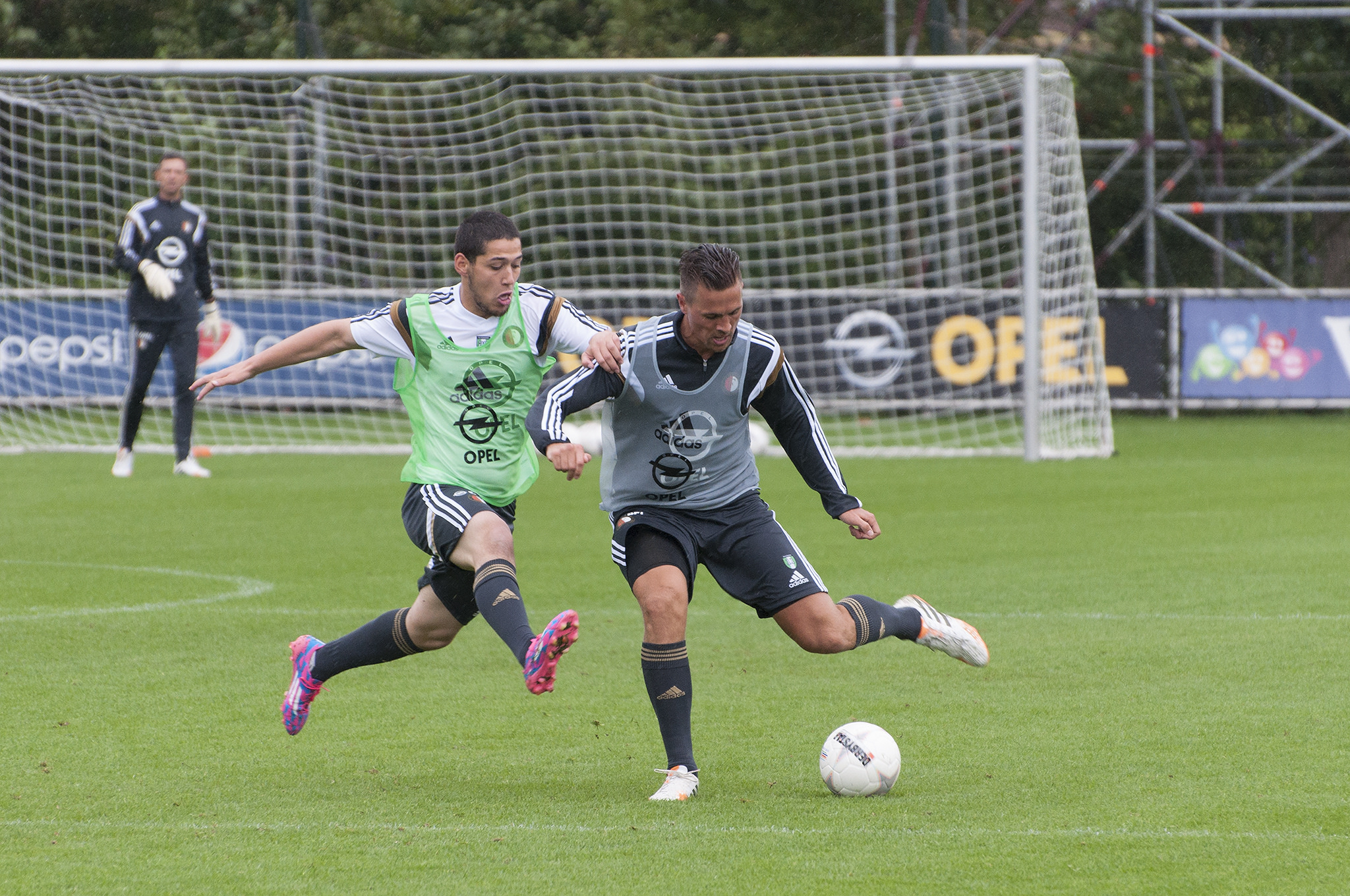
Achahbar en duel avec Wesley Verhoek lors d'un entraînement au Feyenoord.

Anass Achahbar naît à La Haye aux Pays-Bas de parents marocains. Il intègre le centre de formation du Feyenoord Rotterdam en 2002. Évoluant avec l'équipe B du Feyenoord Rotterdam, il est le meilleur buteur en 2001 et reçoit un contrat professionnel de trois ans avec l'équipe première du Feyenoord. Le 28 août 2011, il débute officiellement en Eredivisie face au SC Heerenveen. Il entre en jeu à la place de Kelvin Leerdam. Il marque son premier but en Coupe des Pays-Bas face au AGOVV. Le 23 août 2012, il marque un but en Ligue Europa face au Sparta Prague.
Lors de la saison 2013-2014, il est prêté pendant une saison au Arminia Bielefeld, club avec lequel il est titularisé dix fois. Il évolue également avec l'équipe B du club en raison de la forte concurrence en équipe A. En fin de saison, il retourne au Feyenoord Rotterdam.
Lors de la saison 2014-2015, Anass Achahbar connait une période noire. Ayant perdu sa place dans l'effectif de l'équipe première du Feyenoord, il retourne le 22 mars 2015 sur les terrains néerlandais avec un grand retour à la suite d'une victoire à domicile face au PSV Eindhoven. Il marque deux buts lors de ce match.
Dans la saison suivante, il remporte la Coupe des Pays-Bas avec le Feyenoord Rotterdam. Il joue la quasi-totalité des matchs de la saison. Sur 44 matchs, il marque neuf fois.

#### PEC Zwolle et le NEC, problèmes disciplinaires
Le 21 mai 2016, Achahbar signe un contrat de quatre ans au PEC Zwolle. Dans sa première saison, il dispute vingt matchs et marque qu'un but, en Coupe des Pays-Bas. Lors de sa deuxième saison, il est prêté au NEC Nimègue en D2 néerlandaise. Il fait entre en jeu à la 65e minute à la place de Janio Bikel le 8 septembre 2017 dans un match de championnat face au FC Den Bosch (défaite, 3-0). Lors de ses débuts avec le NEC, le joueur se blesse souvent. Le joueur se brise un doigt, se blesse l'épaule et a du placer cinq points de suture à son pied droit.
Le 27 novembre 2017, il fait son retour face au SC Telstar et marque le premier but de la saison. Le 22 décembre, il inscrit son premier hattrick de sa carrière face au Jong AZ (victoire, 7-2). Dans le match qui suit, il marque de nouveau un hattrick face au Go Ahead Eagles (victoire, 5-1). Lors de la saison 2018-2019, il est à nouveau prêté au NEC Nimègue. À cause d'une altercation avec son entraîneur Jack de Gier dans un match à l'extérieur face au FC Eindhoven, le joueur est viré du club avec son coéquipier Brahim Darri. Le club rompe son contrat professionnel en avançant comme motif : des insultes en arabes et un comportement ultra-violent.

#### Faux rélancement au FC Dordrecht
Anass Achahbar s'entraîne avec le FC Dordrecht en août 2019. Après trois semaines, le 9 septembre, il signe un contrat professionnel pour la saison 2019-2020. En début janvier 2020, le club rompt le contrat à la suite d'une violente altercation.

#### Départ en Roumanie
Le 18 janvier 2020, il s'engage à l'ACS Sepsi pour une durée de quatre ans.

### Carrière internationale
Anass Achahbar prend part à l'Euro 2011 avec les Pays-Bas U17. Il remporte le titre et devient le meilleur buteur de l'histoire de l'équipe des Pays-Bas dans la catégorie des -17 ans.

## Palmarès

### En club
- Feyenoord Rotterdam
  - Coupe des Pays-Bas :
    - Vainqueur en 2016

### En équipe nationale
- Pays-Bas -17 ans
  - Vainqueur du championnat d'Europe des moins de 17 ans en 2011